# Podgaj (Srebrenica, BiH)
Podgaj je naselje u općini Srebrenica, Republika Srpska, BiH.

## Stanovništvo
Nacionalni sastav stanovništva 1991. godine, bio je sljedeći:
ukupno: 297
- Bošnjaci - 287
- Srbi - 7
- ostali, neopredijeljeni i nepoznato - 3